# Strada nazionale 8 (Marocco)
La strada nazionale 8 (N 8) in Marocco è una strada che collega Agadir a Taounate.